# The Banishment
The Banishment (Alternativtitel: Die Verbannung; russisch Изгнание Isgnanije) ist ein russisches Filmdrama von Andrei Swjaginzew aus dem Jahre 2007. Konstantin Lawronenko wurde in Cannes 2007 als bester Hauptdarsteller ausgezeichnet. Der Stoff wurde sehr frei nach der Vorlage „The Laughing Matter“ des Schriftstellers William Saroyan entwickelt. Die elliptisch, beinahe unzuverlässig erzählte Geschichte handelt von einer entfremdeten Ehe mit traditionellen Geschlechterrollen, der Unfähigkeit oder dem Unwillen zum Zuhören und dem Zerfall einer Familie.

## Handlung
Mark rast im Automobil vom Land in die Stadtregion – in einem nicht näher bezeichneten Land der Gegenwart. Dort kommt er in einer entvölkerten Industrielandschaft in einer Gewitternacht an. An einem Bahnübergang ist er zur Vollbremsung gezwungen. Während der Zug durchfährt, bindet er sich den Arm ab. In der Stadt sucht er seinen Bruder Alex auf, der ihm schmerzhaft das Projektil aus dem Arm zieht. Er fragt Alex, warum er den Bauernhof der Eltern nicht verkauft, und nach seinem neuen Arbeitsplatz.
Alex fährt mit Sohn Kir, seiner Frau Vera und der Tochter Eva im Zug. In der menschenleeren Landschaft richtet die Familie den heruntergekommenen, uralten Bauernhof her und zieht ein. Er badet die Tochter, und sie gehen mit ihren jungen Kindern Walnüsse pflücken. Vera bricht an der Spüle in Tränen aus. Im Haus ist ein Geruch auszumachen. Die Partner scheinen in der erkalteten Ehe von den wirtschaftlich schwierigen Verhältnissen in einem Maße geprägt zu sein, dass wirkliche Kommunikation kaum mehr möglich ist. Vera sagt ihm, dass sie schwanger ist, das Kind jedoch nicht seins sei. Alex droht ihr mit ernsten Konsequenzen und drängt sie zur Abtreibung, hadert aber zugleich mit sich selbst. Er befiehlt ihr zu Bett zu gehen. Alex fürchtet, dass er ihr mit der Pistole im Schubladenschrank etwas antun könnte.
Er leiht sich das Auto von Georgys Sohn Max, der Postbote in der Stadt ist. Georgy, Max und der sturzbetrunkene Viktor sind mit ihren Familien zu Besuch. Die Kinder spielen im Wald und am Haus, Viktor lallt zusammenhanglos. Sein Sohn erwähnt Alex gegenüber, dass Alex’ Freund „Onkel“ Robert Vera besucht habe, als er „Geld verdienen“ gewesen sei, während die Mutter die Kinder in den Zirkus geschickt hatte. Sein spielsüchtiger Bruder Mark ruft ihn an, der ihm beim darauf folgenden Treffen den Rat gibt: „Töte, wenn du töten willst. […] Vergib, wenn du vergeben willst.“ Mark lebt von seinen eigenen Kindern getrennt, behauptet aber, dass das für ihn in Ordnung sei. Kurz keimt Hoffnung auf, dass Alex und Vera dem ungeborenen Kind „Vater und Mutter“ sein könnten. Alex nimmt ein Ferngespräch entgegen, aber niemand meldet sich. Er erkennt die Telefonnummer als die seines Freundes Robert. Sie besuchen das unbeschriftete Grab des Großvaters. Viktor holt die Kinder zu sich ab, wo sie gemeinsam mit seinen Kindern ein Puzzle von da Vincis Verkündigung legen. Die junge Frida liest 1 Kor 13,1-13  samt einem Lesezeichen der Vertreibung aus dem Paradies von Masaccio. Alex und Mark lassen indessen von einem Spezialisten die Abtreibung illegal vornehmen. Es kommt später zu Komplikationen, und Vera fällt ins Koma und stirbt. Sie rufen Gherman, einen befreundeten Arzt, der Mark dann noch etwas sagen will, doch dieser hört nicht zu. Nach der hastigen Vorbereitung von Veras Beerdigung hat Mark einen Herzinfarkt. Gherman unterbreitet Mark, dass er einen Brief von ihr auf der Rückseite des Schwangerschaftstests gefunden hätte, sie sei wohl nach der Abtreibung wach geworden und hätte eine Überdosis Morphiumtabletten genommen. Gegen Ghermans inständige Warnung steht Mark später auf, um zu Veras Beerdigung mitzugehen, und stirbt dann anscheinend tatsächlich. Alex lässt dem Arzt Geld da, der auf dem Hof alles einpackt und die Fenster wieder verrammelt. Alex nimmt die Waffe mit und fährt die Strecke, die schon eingangs zu sehen war, zu seinem Freund Robert. Nach einer gänzlich losgelösten Kamerafahrt, die durch den Morast unter dem Bauernhof führt, bricht ein Gewitter los.
Alex schläft im Auto vor Roberts Haus und findet den Test im Handschuhfach, wo Mark ihn deponiert hatte. Mit der Pistole vor sich auf dem Tisch beschäftigen sich Alex und Robert mit dem Brief. Es folgt eine Rückblende: Robert erhält einen Telefonanruf von Vera, die eine Überdosis Schlafmittel genommen hat. Er fährt zu ihr in die Wohnung in der Stadt und hilft ihr, den Mageninhalt zu entleeren. Zwischen ihnen entsteht Nähe. Sie sehen zusammen Familienfotos an. Sie erzählt von ihrem positiven Schwangerschaftstest, den ihr Postbote Max zugestellt hatte. Aus Veras Äußerungen geht hervor, dass sie schon lange sehr unglücklich mit Alex ist, weil dieser sie nicht verstehe. Seine Liebe zu ihr und den Kindern gelte nur sich selber, er liebe sie wie Besitz. Das Kind sei im physischen Sinne von ihm, im metaphysischen gehörten aber die Kinder nicht ihren Eltern. Somit wird deutlich, dass Alex ihre Mitteilung, das Kind sei nicht seins, im direkten physischen Sinne und damit falsch verstanden hat. Nach dieser Szene kommen die Kinder mit Nina aus dem Zirkus zurück. Kir drückt seinen Ärger über Roberts Anwesenheit aus.
Wir sehen Alex in den sonnigen Feldern mit einem ruhigen Lächeln; er scheint seinen Frieden mit der Welt geschlossen zu haben. Bäuerinnen dreschen Heu und singen zusammen. Dann trägt eine Magd ein schreiendes Baby durch ihre Mitte.

## Kritiken

### Deutschsprachige Presse
Weil der Film in Deutschland nicht in die Kinos kam, besprach ihn die deutsche Presse nur innerhalb der Cannes-Berichterstattung. Susan Vahabzadeh, Süddeutsche Zeitung, meinte, die erzählerischen Puzzleteile entsprächen der Lage, wie der Protagonist sie wahrnimmt. Erst sehr spät werde ihm über seine Ehefrau klar, „dass er lange schon nichts mehr mitbekommen hat von dem, was in ihr vorging. Wie man tatsächlich seine Irritationen und Missverständnisse teilt, wie das Gesagte, die fehlinterpretierten Gesichtsausdrücke sich schließlich logisch zusammenfügen, das hat Zviagintsev ganz unaufgeregt inszeniert.“ Laut Spiegel-Kritiker Wolfgang Höbel erzähle Swjaginzew „mit einer heiligen Inbrunst und biblischen Wucht, mit schwelgerischen Naturbildern und dröhnenden Chorälen“. Dieser Stil sei von manchen Kritikern völlig zu Unrecht verhöhnt worden, denn er drücke das Thema aus, dass Männer über ihre Gefühle nicht reden könnten. Hanns-Georg Rodek (Die Welt) erklärte Swjaginzew zum interessantesten jungen Regisseur aus Russland, mit einem Universum, in dem „in Härte und Schweigen erstarrte Männer, sowie Frauen eine Rolle spielen, die ihre Söhne vor dem gleichen Schicksal wie die Väter zu bewahren suchen.“ Leider sei der Film „um eine Viertel- oder halbe Stunde zu lang“ geraten. Der Russe zwinge die „metaphysische Grundierung allzu gewollt“ herbei, urteilte das Lexikon des internationalen Films, doch sei die Geschichte über männliche Ignoranz „souverän als altrussisch-antimoderner Seelenkampf“ inszeniert.
Christoph Egger rezensierte das Werk anlässlich des Schweizer Kinostarts in der Neuen Zürcher Zeitung. Kernstück des Films, nicht nur inhaltlich, sondern auch formal, sei das Rätsel. Daraus resultiere „bei aller Eindrücklichkeit der Bilder doch eine gewisse Disparatheit.“ Skepsis auch bei Verena Lueken von der Frankfurter Allgemeinen Zeitung: „Kein Ort ist einfach ein Ort, kein Gegenstand ohne symbolische Aufladung, kein Spaziergang ohne tiefere Bedeutung, und wenn es in der Stadt hagelt, während auf dem Land der Himmel noch wolkenlos war, weiß man, woran man ist. […] irgendetwas Religiöses, dann eine banale Ehekrise und zuletzt wieder eine große Metapher für den Kreislauf des Lebens.“ Ganz ähnlich sprach Rudolf Worschech in epd Film von einer „bildmächtige[n], aber inhaltsarme[n] Parabel“.

### Übrige Kritiken
- „Ton und Bild sind nicht nur modelliert der Schönheit zuliebe […] Einige Kritiker haben sich über das Ende beschwert. Es ist einer der Momente, wo alles verschoben wird nicht nur für Schock und Verblüffung, sondern wesentlich fundamentaler; so, dass man alles Geschehen in Frage stellt, alles, was vorher gesagt, getan, empfunden wurde. Stil und Erwartungen wie ausgewechselt“ (Jennie Kermode: Eye for Film[13])

- „hält tapfer den Blick auf die Kluft zwischen männlicher und weiblicher Perspektive“ (Richard Corliss, Mary Corliss: Time[14])

- „in der letzten Stunde kommen viele Puzzlesteine ins Spiel, die überhaupt nicht gefehlt haben […]“ (DVD Outsider[15])

- „Da ist irgendwo ein außergewöhnlicher Film unter dieser Halde Ideen, den man im Schnittraum besser hätte herausarbeiten können. […] Der Schluss des Handlungsbogens in der langen Rückblende klärt kein bisschen auf, und hilft unserem Verständnis kein Stück […] Ich befürchte, das war doch ein kleinerer Missgriff dieses Regisseurs, und bin noch unentschieden, ob im Zentrum ein Geheimnis oder einfach nur ein Wirrwarr verborgen ist.“ (Peter Bradshaw: The Guardian[5])

## Hintergründe
Gedreht wurde in Belgien, Frankreich und Moldawien in unter anderem Charleroi und nahe Cahul.
Der Film feierte seine Premiere am 18. Mai 2007 in Cannes. Am 7. November 2007 wurde er auf dem Filmfestival Cottbus aufgeführt.
Im Mittelteil findet das Magnificat von Johann Sebastian Bach Verwendung.

## Auszeichnungen und Nominierungen
Internationale Filmfestspiele von Cannes 2007
- Ausgezeichnet Bester Darsteller: Konstantin Lawronenko
- Nominierung Goldene Palme für Andrei Swjaginzew. Der Preis ging an 4 Monate, 3 Wochen und 2 Tage von Cristian Mungiu.

Europäischer Filmpreis 2007
- Nominierung European Film Award in der Kategorie Beste Kamera für Michail Kritschman

Moscow International Film Festival 2007
- Russian Film Clubs Federation Award in der Kategorie Russian Program für Andrei Swjaginzew